# Synagoge in Schmallenberg

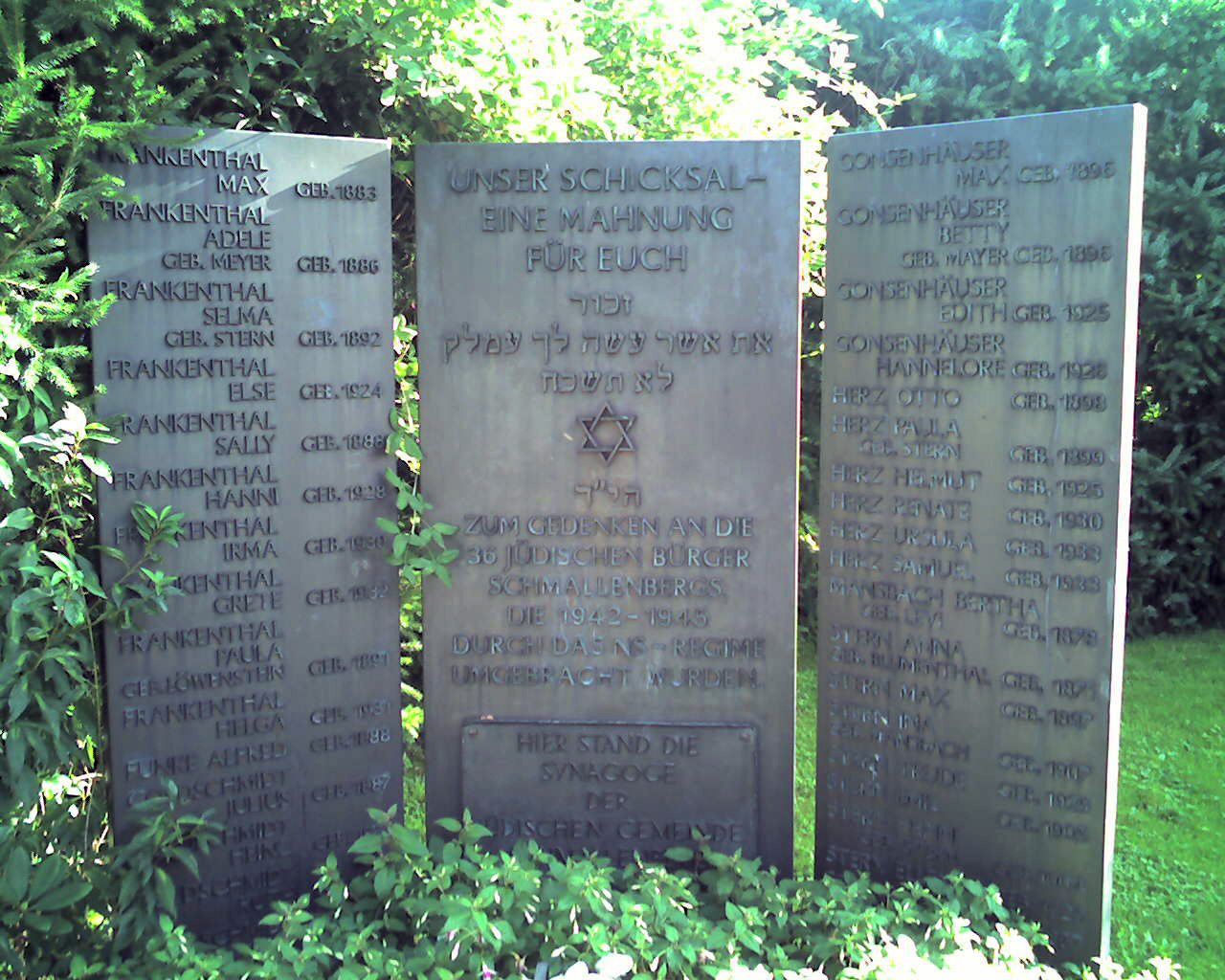
Gedenkstein für die ermordeten Juden Schmallenbergs an der Stelle der niedergebrannten Synagoge, 2006

Die Synagoge in Schmallenberg bestand von 1857 bis 1938. Sie befand sich an der heutigen Synagogenstraße, ehemals Nordstraße. Das Grundstück wurde von Isaak Bamberger gestiftet.
Während der Machtergreifung der Nationalsozialisten 1933 lebten etwa 60 Juden in Schmallenberg. Die Synagoge wurde in der Reichspogromnacht am 10. November 1938 niedergebrannt. Da die Schmallenberger SA sich geweigert hatte, das Gebäude niederzubrennen, wurde dies von der SS aus Neheim ausgeführt. Der Feuerwehr wurde es verboten, das Gebäude zu löschen. Zwei Tage nach dem Brand sollte Albert Stern, Leiter der jüdischen Synagogengemeinde, erklären, dass die jüdische Synagogengemeinde nicht die Absicht habe, das Gebäude wiederherzustellen und auf die fernere Nutzung keinen Wert lege; deshalb verzichte sie auf das Eigentum an dem Synagogengrundstück. Das Grundstück kam in den Besitz der Stadt Schmallenberg. Die ersten Deportationen in die Todeslager fanden am 28. April 1942 über Dortmund statt. 1943 war die Stadt „judenfrei“. Nach Kriegsende kehrten nur wenige zurück. Die Stadt Schmallenberg ließ die Reste des Gebäudes abreißen. Bruchsteine der Synagoge dienten für die Stützmauer der Rektoratsschule (später Aufbauschule) und zur Anlegung eines Platzes hinter dem Gebäude entlang der Kampstraße.
1970 erfolgte die Rückbenennung der Nordstraße in Synagogenstraße. Am 20. Januar 1980 wurde auf dem Gelände ein Gedenkstein aufgestellt. Er enthielt lediglich die Inschrift „Hier stand die Synagoge der jüdischen Gemeinde Schmallenberg 1857–1938.“ 1988 wurde eine dreiteilige Tafel eingeweiht. Initiator war der Überlebende Hans Frankenthal. Die Tafeln enthalten die Namen von 36 jüdischen Bürgern aus Schmallenberg, die im Dritten Reich ums Leben kamen bzw. ermordet wurden. Der jüdische Friedhof in Schmallenberg wurde im November 2003 in die Denkmalliste der Stadt Schmallenberg als Bodendenkmal aufgenommen.